# ماهیچه شانه‌ای‌لامی
ماهیچه شانه‌ای‌لامی (انگلیسی: Omohyoid muscle) از ماهیچه‌های گردن است.
این عضله دارای دو بطن قدامی (فوقانی) و خلفی (تحتانی) و یک وتر واسطه‌ای است. بطن خلفی این عضله از لبه بریدگی فوقانی استخوان شانه شروع می‌شود و بطن قدامی آن (در فاصله چسبندگی استرنوهیوئید و تیروهیوئید) به جسم هیوئید متصل می‌شود. وتر واسطه‌ای آن که ماهیت لیفی پیدا نموده است به کمک الیافی از بافت پیوندی به غلاف کاروتید و همچنین به استخوان ترقوه مهار می‌شود. این عضله نیز از قوس گردنی عصب می‌گیرد.
عضلات اینفراهیوئید با انقباض خود، به پایین آوردن استخوان هیوئید و دیافراگم دهان کمک می‌کنند.
تاندون مرکزی(وتر واسطه ای) این عضله در طول و شکل دارای تنوع است و توسط زائده ای از فاسیای عمقی گردن در مکان خود قرار گرفته است که این فاسیا آن را پوشانده است و تا پایین کشیده شده و به ترقوه و اولین دنده اتصال یافته است، به این منظور که شکل زاویه ای عضله حفظ شود.
تاندون روی ورید ژوگولار داخلی قرار میگیرد و میتواند به عنوان یک لندمارک جهت تشخیص این ورید حین جراحی ها به کار رود.